# Channel stuffing
O channel stuffing é uma prática comercial na qual uma empresa, ou um departamento de vendas dentro de uma empresa, aumenta seus números de vendas enviando mais produtos através de um canal de distribuição do que este canal é capaz de vender.  Também conhecido como trade loading, essa prática pode ser o resultado de uma empresa tentando aumentar de forma simulada, seus indicadores de vendas. Alternativamente, pode ser consequência de uma força de vendas mal gerenciada ao tentar atingir metas de curto prazo de uma forma que é prejudicial para a empresa no longo prazo.
A prática de channel stuffing acarreta diversas consequências de longo prazo para uma empresa. Em primeiro lugar, os distribuidores frequentemente retornam os produtos não vendidos à empresa, o que resulta em custos de logística e contribui para o acúmulo excessivo de estoque. A demanda volátil, combinada com esse excesso de estoque, acaba gerando custos elevados com horas extras e interrupções na produção. Mesmo um preenchimento moderado do canal pode facilmente sair de controle, à medida que o departamento de vendas busca compensar vendas excessivas anteriores. Além disso, os descontos utilizados para impulsionar o carregamento do canal podem ter um impacto significativo nos lucros da empresa, além de potencialmente incentivar o surgimento de canais de mercado não oficiais, uma vez que os vendedores deixam de realizar uma adequada qualificação dos potenciais clientes.
Em alguns casos, é conhecido que os canais de distribuição, como grandes varejistas, identificam a prática de channel stuffing por parte de seus fornecedores e aproveitam essa situação em seu benefício. Eles fazem isso retendo os pedidos até o final do período de alocação do fornecedor. Isso gera um senso de urgência na equipe de vendas do fornecedor, levando-os a vender uma grande quantidade de produtos em condições mais favoráveis do que o normal. No início do próximo período, nenhum novo pedido é feito, a menos que alguma ação seja tomada, e o ciclo se repete. Isso afeta negativamente os clientes, resultando em excesso ou escassez de produtos, à medida que os compradores se voltam para produtos concorrentes.
Algumas corporações se envolvem em práticas de channel stuffing e ocultam essas práticas de seus investidores. Nos Estados Unidos, a US Securities and Exchange Commission (SEC) tem, em alguns casos, tomado medidas legais contra tais corporações, e também foram movidas ações coletivas privadas. O preenchimento de canal pode, muitas vezes, ser parte de um padrão mais abrangente de irregularidades financeiras.